# Wagneriana eupalaestra
Wagneriana eupalaestra là một loài nhện trong họ Araneidae.
Loài này thuộc chi Wagneriana. Wagneriana eupalaestra được Cândido Firmino de Mello-Leitão miêu tả năm 1943.